# Ciao (Cesare Cremonini)
Ciao è un singolo del cantautore italiano Cesare Cremonini, pubblicato il 18 settembre 2020 come terzo estratto dal terzo album di raccolta Cremonini 2C2C - The Best Of.

## Video musicale
Il videoclip, diretto da Paolo Gep Cucco, è stato pubblicato in concomitanza del lancio del singolo sul canale Vevo-YouTube del cantante. Nel video Cremonini veste i panni di un astronauta e vede la partecipazione di Maria Laura Gui, anche lei astronauta.

## Tracce
Testi e musiche di Cesare Cremonini.
1. Ciao – 4:08